# Chalinze (Distrikt)
Chalinze ist ein Distrikt der Region Pwani in Tansania mit dem Verwaltungssitz in der gleichnamigen Stadt Chalinze. Der Distrikt grenzt im Norden an die Region Tanga, im Osten an den Indischen Ozean und an den Distrikt Bagamoyo, im Südosten an den Distrikt Kibaha (TC), im Süden an den Distrikt Kibaha (DC) und im Westen an die Region Morogoro.

## Geographie
Der Distrikt hat eine Fläche von 8042 Quadratkilometern und 316.759 Einwohner (Volkszählung 2022). Nach einem flachen Küstenstreifen am Indischen Ozean steigt das Land zu einer hügeligen Landschaft auf etwa 200 Meter über dem Meer an. Die zwei größten Flüsse sind Wami und Ruvu. Der Wami durchquert den Distrikt im Norden, der Ruvu bildet die Grenze im Südosten. Beide Flüsse münden in den Indischen Ozean.
Das Klima in Chalinze ist tropisch. Die Jahresniederschläge von etwa 1000 Millimeter fallen auf das ganze Jahr verteilt mit zwei Spitzen in März/April und November/Dezember. Die trockensten Monate sind Juni bis September. Die Durchschnittstemperatur in der Stadt Chalinze schwankt zwischen 23,4 Grad Celsius im Juli und 27,4 Grad im Februar.

## Geschichte
Der Distrikt Chalinze entstand im Jahr 2015 durch Abspaltung vom Distrikt Bagamoyo.

## Verwaltungsgliederung
Chalinze ist in 15 Bezirke (Kata) gegliedert:
- Bwilingu
- Kibindu
- Kimange
- Kiwangwa
- Lugoba
- Mandera
- Mbwewe
- Miono
- Mkange
- Msoga
- Msata
- Pera
- Talawanda
- Ubenazomozi
- Vigwaza

## Bevölkerung
Die Kwere und Zigua sind die ursprünglichen Bewohner von Chalinze. Später wanderten Massai, Barbaig, Pare und andere Minderheiten ein.

## Einrichtungen und Dienstleistungen
- Bildung: Für die Ausbildung der Jugend stehen 112 Grundschulen und 21 weiterführende Schulen zur Verfügung.[6]
- Gesundheit: Im Distrikt befinden sich 5 Gesundheitszentren und 39 Apotheken.[6]

## Wirtschaft und Infrastruktur
Der Distrikt hat eine zentrale Lage zwischen Tanga, Morogoro und Daressalam. Die Einnahmen des Distriktes stammen großteils aus dem Kiesabbau gefolgt von der Viehzucht. Der Ackerbau beschäftigt zwar viele Menschen, trägt aber kaum zum Distrikt-Einkommen bei.
- Landwirtschaft: Viele landwirtschaftlichen Produkte werden aus der Umgebung bezogen, es werden jedoch Cashew-Nüsse, Baumwolle, Sesam, Ananas und Reis für den Verkauf angebaut. Die am häufigsten gezüchteten Nutztiere sind Rinder, Ziegen und Schafe.[5]
- Straße: Durch den Distrikt verläuft die asphaltierte Nationalstraße T1 von Daressalam nach Dodoma. In der Stadt Chalinze zweigt von dieser die ebenfalls asphaltierte Nationalstraße T2 nach Tanga ab. In Msata trifft die asphaltierte Nationalstraße, die von Daressalam die Küste entlang nach Norden verläuft, auf die T2.[7]

## Sehenswürdigkeiten
- Saadani-Nationalpark: Im Nordosten hat der Distrikt Anteil am Saadani-Nationalpark. Dieser ist der einzige Nationalpark Tansanias am Indischen Ozean. Er bietet daher neben Wildtierbeobachtungen auch Bademöglichkeiten am Sandstrand.[8]